# Малая Подгорная улица
Ма́лая Подго́рная у́лица — улица в Томске. Проходит от переулка Сакко до Дальне-Ключевской улицы.

## История
Название получила из-за близости к Воскресенской горе и меньшей, чем Большая Подгорная улица величине.

## Достопримечательности
Баня «Песочки» (Островского пер, д. 24а)